# Costantino I di Scozia
Causantín Mac Cináeda, o in inglese Constantine MacKenneth e, secondo la storiografia vittoriana, Costantino I di Scozia (... – Fife, 877), è stato re di Scozia dall'862 all'877.

## Biografia

### Origini
Era il figlio maggiore di re Kenneth I di Scozia. Alla morte del padre non ottenne immediatamente il trono per via della tanistry, una legge dinastica che dava la precedenza nella successione a parenti collaterali come zii e cugini; fu infatti suo zio Donald a diventare re, ma comunque Costantino salì al potere alcuni anni dopo, alla sua morte.

### Regno

#### Guerre contro i Vichinghi
Nell'862, alla morte di Donald I senza eredi diretti, Costantino ottenne il potere sulla Scozia. Tutto il suo regno fu travagliato dalle continue incursioni dei Vichinghi, che erano nel periodo di massima aggressività contro le isole britanniche.
Nell'865 la Britannia venne invasa dalla grande armata danese, che sbarcò in Northumbria conquistando, distruggendo e devastando ogni territorio, fosse dei Pitti, degli Scoti, degli Anglosassoni o dei Celti. L'anno successivo la Scozia stessa venne devastata dal capo vichingo Amlaíb Conung, che la invase tra gennaio e marzo 866. Costantino dapprima faticò a respingere l'invasione, ma riuscì col tempo a riguadagnare terreno uccidendo lo stesso Amlaíb in battaglia poco tempo dopo (alcune fonti tuttavia sostengono che Amlaíb sia stato ucciso da Costantino durante un'incursione successiva, attorno all'874). 

#### Morte
Costantino passò il resto del proprio regno a respingere un'invasione vichinga dopo l'altra. Nel suo esercito contava numerosi Pitti, ritenendo che si fossero finalmente sottomessi all'autorità scozzese. Fu proprio questa la causa della sua rovina: deciso a stroncare le ultime resistenze dei banditi pitti, cadde vittima di un'imboscata presso Inverdovat nel Fife, venendo ucciso.
Re Costantino venne sepolto a Iona, e venne succeduto dal fratello minore Aedh.

## Discendenza
Costantino ebbe solo un figlio noto, Donald (?-900), che in seguito divenne a sua volta re di Scozia.

## Ascendenza
|                        |   |   | Genitori |  |  | Nonni |  |  | Bisnonni               |  |  | Trisnonni            |  |
|                        |   |   |          |  |  |       |  |  | Eochaid IV di Dalriada |  |  | Áed Find di Dalriada |  |
|                        |   |   |          |  |  |       |  |  | Eochaid IV di Dalriada |  |  | Áed Find di Dalriada |  |
|                        |   | … |          |  |  |       |  |  | Eochaid IV di Dalriada |  |  |                      |  |
| Alpin II di Dalriada   |   |   |          |  |  |       |  |  | Eochaid IV di Dalriada |  |  |                      |  |
|                        |   | … | …        |  |  |       |  |  |                        |  |  |                      |  |
|                        |   | … | …        |  |  |       |  |  |                        |  |  |                      |  |
|                        |   | … | …        |  |  |       |  |  |                        |  |  |                      |  |
| Kenneth I di Scozia    |   | … |          |  |  |       |  |  |                        |  |  |                      |  |
|                        |   | … | …        |  |  |       |  |  |                        |  |  |                      |  |
|                        |   | … | …        |  |  |       |  |  |                        |  |  |                      |  |
|                        |   | … | …        |  |  |       |  |  |                        |  |  |                      |  |
| …                      |   | … |          |  |  |       |  |  |                        |  |  |                      |  |
|                        |   | … | …        |  |  |       |  |  |                        |  |  |                      |  |
|                        |   | … | …        |  |  |       |  |  |                        |  |  |                      |  |
|                        |   | … | …        |  |  |       |  |  |                        |  |  |                      |  |
| Costantino I di Scozia |   | … |          |  |  |       |  |  |                        |  |  |                      |  |
|                        | … | … |          |  |  |       |  |  |                        |  |  |                      |  |
|                        | … | … |          |  |  |       |  |  |                        |  |  |                      |  |
|                        | … | … |          |  |  |       |  |  |                        |  |  |                      |  |
| …                      | … |   |          |  |  |       |  |  |                        |  |  |                      |  |
|                        |   | … | …        |  |  |       |  |  |                        |  |  |                      |  |
|                        |   | … | …        |  |  |       |  |  |                        |  |  |                      |  |
|                        |   | … | …        |  |  |       |  |  |                        |  |  |                      |  |
| …                      |   | … |          |  |  |       |  |  |                        |  |  |                      |  |
|                        |   | … | …        |  |  |       |  |  |                        |  |  |                      |  |
|                        |   | … | …        |  |  |       |  |  |                        |  |  |                      |  |
|                        |   | … | …        |  |  |       |  |  |                        |  |  |                      |  |
| …                      |   | … |          |  |  |       |  |  |                        |  |  |                      |  |
|                        |   | … | …        |  |  |       |  |  |                        |  |  |                      |  |
|                        |   | … | …        |  |  |       |  |  |                        |  |  |                      |  |
|                        |   | … | …        |  |  |       |  |  |                        |  |  |                      |  |
|                        |   | … |          |  |  |       |  |  |                        |  |  |                      |  |